# Finlândia nos Jogos Olímpicos de Verão de 1984
A Finlândia competiu nos Jogos Olímpicos de Verão de 1984, realizados em Los Angeles, Estados Unidos.